# شارلوته وليامز
شارلوته وليامز (بالإنجليزية: Charlotte K. Williams)‏ هي كيميائية وباحثة بريطانية، ولدت في القرن العشرين.